# کالج هیل، ویچیتا، کانزاس
کالج هیل (به انگلیسی: College Hill) یک منطقهٔ مسکونی در ایالات متحده آمریکا است که در ویچیتا، کانزاس واقع شده‌است. کالج هیل ۴٬۸۹۳ نفر جمعیت دارد و ۴۱۴٫۵۳ متر بالاتر از سطح دریا واقع شده‌است.